# 39 artykułów
39 artykułów religii lub XXXIX artykułów – artykuły ogłoszone w 1563 r. jako doktrynalna definicja wyznania anglikańskiego, służąca za punkt odniesienia w kontrowersjach związanych z reformacją w Anglii. Chodziło szczególnie o określenie prawd wiary rodzącego się Kościoła anglikańskiego w stosunku do doktryny kalwinizmu oraz praktyk wiary katolickiej.
W okresie 30 lat, pomiędzy ekskomuniką papieską króla Henryka VIII z 1533 r. a ekskomuniką królowej Elżbiety Tudor z 1570 r., zostało wydanych szereg następujących po sobie dokumentów doktrynalnych, których treść ewoluowała. Artykuły miały ustalić ostatecznie doktrynę anglikańską.
Wśród 46 teologów, którzy opracowali artykuły – według listy z Księgi Biskupa /(ang.) Bishop's Book/ – byli wszyscy biskupi anglikańscy, ośmiu archidiakonów i siedemnastu innych doktorów teologii.
Artykuły stały się wiążące na mocy prawa wydanego przez parlament angielski w 1571 r. Akt Próby (ang. The Test Act) z 1672 czynił przyjęcie Artykułów warunkiem dopuszczającym do sprawowania urzędu w administracji państwowej w Anglii – odwołany w 1829 r. Zostały opublikowane w Księdze Wspólnych Modlitw /(ang.) The Book of Common Prayer/ i w innych książkach do nabożeństw.